# Цзоу-юй

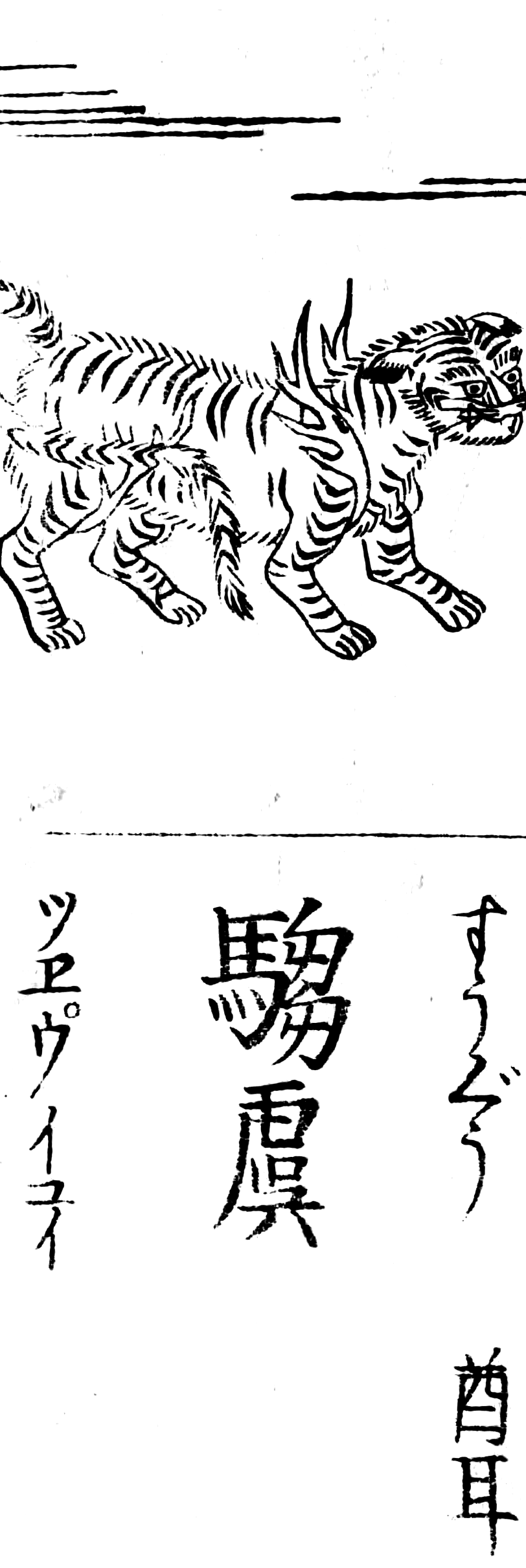
Цзоу-юй

Цзоу-юй (традиц. кит. 騶虞) — в китайской мифологии — пятицветное существо с хвостом, длина которого превышает длину тела. За день может преодолевать расстояние в тысячу ли (ок. 600 км). Как легендарное животное, похожее на тигра, упоминается в древней китайской литературе.

## Цзоу-юй в «Книге Песен»
Впервые сочетание иероглифов 騶虞 появляется в «Книге Песен» (XI—VI вв. до н. э),, в числе «Песен царства Шао и стран лежащих к югу от него»:

Как пышно разросся камыш над рекой…
Пять вепрей убиты одною стрелой…
Вот, Белый наш тигр, ты охотник какой!
Густой чернобыльник стоит как стена.
Стрела — пятерых поразила одна…
Вот, наш Цзоу-юй, ты охотник какой.
— перевод А. А. Штукина
Однако, нидерландский синолог Ян Юлиус Дайвендак указывает что толкование об идентичности в этом небольшом стихотворении Цзоу-юя и животного представляется «весьма сомнительным».

## Цзоу-юй в поздней литературе
Цзоу-юй появляется в ряде более поздних работ, где он описал как «праведное» животное, которое, подобно цилиню, появляется только во время правления доброжелательного и искреннего монарха. По внешнему виду он похож на свирепого тигра, но в реальности является зверем безобидным с исключительно вегетарианским рационом; в некоторых книгах (уже в «Шовэнь цзецзы») описывается в виде белого тигра с чёрными пятнами.

## Цзоу-юй в качестве реального животного
В период правления императора Чжу Ди (начало XV века), его родственник из Кайфына послал ему пойманного цзоу-юя, а другой цзоу-юй был обнаружен в провинции Шаньдун. В то время факт поимки цзоу-юя для всех пишущих о нём, считался хорошим предзнаменованием, упоминаясь наряду с другими необычными событиями: ставшей необычно прозрачной Жёлтой рекой и доставой цилиня (то есть, африканского жирафа), делегацией Бенгалии, которая прибыла в Китай на судах флотилии Чжэн Хэ.
Озадаченный реальной зоологической принадлежностью упомянутых цзоу-юей, пойманных в течение эры Юнлэ, Дайвендак, не имея твёрдой уверенности, предположил что это могли быть панды. Вслед за ним, некоторые современные авторы полагают, что словом цзоу-юй китайцы называли большую панду.

## Символика
Как мирное и дружелюбное животное цзоу-юй, во времена враждующих друг с другом китайских государств, стал символом мира. В случае капитуляции или перемирия, полководец мог приказать вывесить флаг с иероглифами «騶虞»; в этом случае боевые действия прекращались.